# Xã Jordan, Quận Fillmore, Minnesota
Xã Jordan (tiếng Anh: Jordan Township) là một xã thuộc quận Fillmore, tiểu bang Minnesota, Hoa Kỳ. Năm 2010, dân số của xã này là 352 người.